# Denver Broncos 1982
La stagione 1982 dei Denver Broncos è stata la 13ª della franchigia nella National Football League, la 23ª complessiva e la 2ª con Dan Reeves come capo-allenatore.
La stagione fu accorciata a nove partite a causa di uno sciopero dei giocatori. I Broncos venivano da un record di 10-6 nel 1981 ma rallentati dagli infortuni vinsero due sole gare, la loro prima annata con un record negativo dal 1975. La squadra vinse una sola gara in casa in tutta la stagione, contro i San Francisco 49ers campioni in carica e perse tutte le sette partite che disputò contro avversari della AFC.

## Scelte nel Draft 1982
- Gerald Willhite, Running back, San Jose State University
- Orlando McDaniel, Wide Receiver, LSU
- Dan Plater, Wide receiver, Brigham Young
- Sammy Winder, Running back, Southern Mississippi
- Alvin Ruben, Defensive end, Houston
- Keith Uecker, Tackle, Auburn
- Ken Woodard, Linebacker, Tuskegee
- Stuart Yatsko, Guard, Oregon
- Brian Clark, Guard, Clemson

## Calendario
| Stagione regolare      |                        |           |                               |        |
| Turno                  | Avversario             | Risultato | Stadio                        | Record |
| 1                      | San Diego Chargers     | S 3–23    | Mile High Stadium             | 0–1    |
| 2                      | San Francisco 49ers    | V 24–21   | Mile High Stadium             | 1–1    |
| Sciopero dei giocatori |                        |           |                               |        |
| 10                     | Seattle Seahawks       | S 10–17   | Mile High Stadium             | 1–2    |
| 11                     | at San Diego Chargers  | S 20–30   | Jack Murphy Stadium           | 1–3    |
| 12                     | Atlanta Falcons        | S 27–34   | Mile High Stadium             | 1–4    |
| 13                     | at Los Angeles Rams    | V 27–24   | Anaheim Stadium               | 2–4    |
| 14                     | Kansas City Chiefs     | S 16–37   | Mile High Stadium             | 2–5    |
| 15                     | at Los Angeles Raiders | S 10–27   | Los Angeles Memorial Coliseum | 2–6    |
| 16                     | at Seattle Seahawks    | S 11–13   | Kingdome                      | 2–7    |

## Classifiche
| AFC West               | AFC West | AFC West | AFC West | AFC West | AFC West | AFC West | AFC West | AFC West | AFC West |
|                        | V        | S        | P        | %        | DIV      | CONF     | PF       | PF       | Str.     |
| ---------------------- | -------- | -------- | -------- | -------- | -------- | -------- | -------- | -------- | -------- |
| Los Angeles Raiders(1) | 8        | 1        | 0        | .889     | 5–0      | 5–1      | 260      | 200      | V5       |
| San Diego Chargers(5)  | 6        | 3        | 0        | .667     | 2–3      | 5–3      | 288      | 221      | S1       |
| Seattle Seahawks       | 4        | 5        | 0        | .444     | 2–1      | 3–5      | 127      | 147      | V1       |
| Kansas City Chiefs     | 3        | 6        | 0        | .333     | 2–1      | 3–3      | 176      | 184      | V1       |
| Denver Broncos         | 2        | 7        | 0        | .222     | 0–6      | 0–6      | 148      | 226      | S3       |

| Los Angeles Raiders(1)  | 8 | 1 | 0 | .889 | 260 | 200 | V5 |
| Miami Dolphins(2)       | 7 | 2 | 0 | .778 | 198 | 131 | V3 |
| Cincinnati Bengals(3)   | 7 | 2 | 0 | .778 | 232 | 177 | V2 |
| Pittsburgh Steelers(4)  | 6 | 3 | 0 | .667 | 204 | 146 | V2 |
| San Diego Chargers(5)   | 6 | 3 | 0 | .667 | 288 | 221 | S1 |
| New York Jets(6)        | 6 | 3 | 0 | .667 | 245 | 166 | S1 |
| New England Patriots(7) | 5 | 4 | 0 | .556 | 143 | 157 | V1 |
| Cleveland Browns(8)     | 4 | 5 | 0 | .444 | 140 | 182 | S1 |
| Buffalo Bills           | 4 | 5 | 0 | .444 | 150 | 154 | S3 |
| Seattle Seahawks        | 4 | 5 | 0 | .444 | 127 | 147 | V1 |
| Kansas City Chiefs      | 3 | 6 | 0 | .333 | 176 | 184 | V1 |
| Denver Broncos          | 2 | 7 | 0 | .222 | 148 | 226 | S3 |
| Houston Oilers          | 1 | 8 | 0 | .111 | 136 | 245 | S7 |
| Baltimore Colts         | 0 | 8 | 1 | .056 | 113 | 236 | S2 |